# Бела кошуља
„Бела кошуља“ је југословенски филм из 1973. године. Режирао га је Димитри Османли, који је и адаптирао сценарио по роману Срба Ивановског.

## Улоге
| Глумац                  | Улога            |
| ----------------------- | ---------------- |
| Љуба Тадић              | Порфирије        |
| Милан Гутовић           | Југ              |
| Столе Аранђеловић       | Симон            |
| Ружица Сокић            | Мара             |
| Петар Прличко           | Тале             |
| Марко Тодоровић         | Иван             |
| Ђорђе Јелисић           | Божидар          |
| Миливоје Томић          | Гица             |
| Зорица Шумадинац        | Симонова жена    |
| Добрила Стојнић         | Јелена           |
| Душан Тадић             | Шеф станице      |
| Богољуб Петровић        | Водоноша 1       |
| Михајло-Бата Паскаљевић | Водоноша 2       |
| Богдан Михаиловић       | Водоноша 3       |
| Ђорђе Јовановић         | Радник циглане 1 |
| Душан Вујновић          | Радник циглане 2 |
| Мирко Ђерић             |                  |